# Вести региона
«Вести региона» (укр. Звістки з реґіону) — обласна суспільно-політична газета. Реєстраційне свідоцтво ЛГ № 530 від 21 травня 2001 року. Першим головним редактором став письменник, поет та журналіст з Первомайська Тютюнник Микола Григорович. Редакція розташувалася у Первомайську та відпочатку висвітлювала події у місті, передмістях, а також Стаханові, Кіровську, Брянці та Попаснянському районі: компактно розташованих містах заходу Алчевсько-Стахановської агломерації та прилеглих населених пунктах. Надалі газета вийшла на обласний рівень, редакція переїхала до Луганська. Вміст: місцеві, українські та міжнародні новини, статті про історичні постаті, телепрограма, кросворди, анекдоти, місцева поезія.